# Fokker D.IV
El Fokker D.IV fue un avión biplano de combate alemán de la Primera Guerra Mundial; un desarrollo del Fokker D.I.

## Desarrollo
El Fokker D.IV tenía un motor Mercedes D.III más potente y el primer diseño de primera línea del Fokker para usar  alerones en lugar de la deformación de las alas desde el principio para el control de balanceo.

## Historial operacional
El avión fue comprado en pequeñas cantidades. El ejército alemán compró 40 y la Fuerza Aérea Sueca compró cuatro ejemplos de este tipo.

## Operadores
Imperio Alemán
- Luftstreitkrafte - 40 aviones.

 Suecia
- Fuerza Aérea Sueca - Cuatro aviones.

## Especificaciones

### Características generales
- Tripulación: un piloto
- Longitud: 6.30 m (21 pies 0 pulg.)
- Envergadura: 9.70 m (31 pies 10 pulg.)
- Altura: 2.45 m (8 pies 0 in)
- Área de ala: 21.0 m² (226 ft² )
- Peso en vacío: 600 kg (1320 lb)
- Peso bruto: 840 kg (1848 lb)
- Motorización: 1 motor Mercedes D.III straight-6, 120 kW (160 CV)

### Actuación
- Velocidad máxima: 160 km/h (99 mph)[4]
- Rango: 220 km (137 millas)
- Velocidad ascensional: 5,6 m/s (1100; 20 minutos a 13 100 pies / min)

### Armamento
- Dos  ametralladoras 7,92 mm (0,312 in) LMG 08/15  con visión de disparo